# Донован Бејли
Донован Бејли (енгл. Donovan Bailey; парохија Манчестер, 16. децембар 1967) је бивши канадски атлетичар, двоструки олимпијски победник.

## Биографија
Рођен на Јамајици, Бејли се као мали (13 година) преселио у Канаду и тамо отпочео спортску каријеру као кошаркаш, а касније као спринтер. Средином 1990-их година остварио је пуну доминацију у трци на 100 m, па је у том периоду био двоструки олимпијски и троструки светски првак. Његов резултат с Олимпијских игара у Атланти 1996. године од 9,84 секунде био је у том тренутку и светски рекорд на 100 m, а до данас (2025) је седми службено признати резултат свих времена. Тиме је као други човек у историји, иза Карла Луиса, истовремено био олимпијски победник, светски првак и светски рекордер на 100 м.
Тих година је на дужим деоницама спринта (200 м, 400 м) владао Мајкл Џонсон. Да би се разрешила дилема ко је „најбржи човјек на свету“ организована је у Торонту 1997. године трка између њих двојице на деоници од 150 метара, деоници која није уобичајена па није смела одговарати ни једном тркачу. Нажалост, током те трке Џонсон је доживио озледу мишића, те је после 100 м морао одустати, па је Бејли лако победио.
Након те сезоне почели су и проблеми Бејлија са озледама, па иако је још неколико година наступао више никад није поновио блиставе резултате као раније. Тренутно је важећи његов светски рекорд на 50 метара у дворани (Рино, Невада) 1996, који износи 5,56 секунди.
У Канади је Бејли национални јунак, јер је на неки начин вратио углед канадским спринтерима након што је на Олимпијским играма у Сеулу 1988. године Бен Џонсон био дисквалификован због допинга.

## Резултати
- Панамеричку игре Хавана 1991 - 8º 100m (10,76), 2º 4x100m (39,95)
- Игре Комонвелта Викторија 1994 - 1º 4x100m (38,39)
- Светско првенство у дворани Барселона 1995 - 4º 200m (21.08)
- Светско првенство Гетеборг 1995 - 1º 100m (9,97), 1º 4x100m (38,31)
- Олимпијске игре Атланта 1996 - 1º 100m (9,84 СР), 1º 4x100m (37,69)
- Светско првенство Атина 1997 - 2º 100m (9,91), 1º 4x100m (37,86)
- Панамеричке игре Винипег 1999 - 2º 4x100m (38,49)
  - Лични рекорди
- 50 m (дворана) - 5,56 (СР) (Рино 1996)
- 100 m - 9,84 (СР) (Атланта, 1996)
- 150 m - 15,01 (Шефилд, 1997)
- 200 m - 20,42 (Луцерн, 1998)